# イーサン・ホリデイ
イーサン・スミス・ホリデイ（Ethan Smith Holliday, 2007年2月23日 - ）は、アメリカ合衆国テキサス州オースティン出身の野球選手（内野手）。右投左打。

## 経歴
高校時代、2024年のMLBオールスターゲームで開催された高校生によるホームランダービーに出場した。
高校卒業後は叔父のジョシュ・ホリデイが監督を務めるオクラホマ州立大学へ進学予定であることを発表した。
2025年1月にアディダスとNIL契約を結んだ。

## 人物
父のマット・ホリデイはMLBで15年間プレーした元プロ野球選手。兄のジャクソン・ホリデイもプロ野球選手で、現在はボルチモア・オリオールズに所属している。